# Eymouthiers
Eymouthiers település Franciaországban, Charente megyében. Lakosainak száma 325 fő (2022. január 1.). Eymouthiers Écuras, Montbron, Bussière-Badil, Soudat és Varaignes községekkel határos.

## Népesség
A település népessége az elmúlt években az alábbi módon változott:
| Lakosok száma | 237  | 235  | 279  | 304  | 295  | 292  | 302  | 314  | 312  | 325  |
|               | 1968 | 1982 | 1990 | 2006 | 2013 | 2015 | 2017 | 2019 | 2020 | 2022 |